# Вуэльта Арагона
Вуэльта Арагона ( исп. Vuelta a Aragón) — шоссейная многодневная велогонка проходящая по дорогам испанского автономное сообщества Арагон, проходившая с 1935 по 2005 год.

## История
Первая Вуэльта Арагона, организовнная газетой Amanecer совместно с Club Ciclista Iberia, прошла в 1939 году с 5 по 12 октября. На её старт вышло 34 велогонщика. По итогам семи этапов с двумя днями отдыха победу одержал испанец Антонио Андрес. В следующий раз гонка проводилась только в 1954 году, после чего снова исчезает. Начиная с 1965 года проводится ежегодно за исключением 1971 года. До 2004 года классифицировалась как гонка категории 2.2.
В 2005 году в связи с реструктуризацией, проведённой UCI, становится частью календаря UCI Europe Tour с категорией 2.1. Со следующего года Вуэльта Арагона перестаёт проводиться из-за финансовых трудностей до 2018 года.
В 2006 году для проведения не нашли спонсора и гонку отложили на следующий год. В 2007 правительство Арагона объявило, что гонка состоится, но вышло даже хуже: гонка потеряла все права перед UCI и даже резервацию даты. В 2008 правительство Арагона выдало деньги на организацию гонки, но непосредственно перед началом забрало обратно, и гонка была снова отменена. Попытка возродить её в 2009 году потерпела неудачу из-за отсутствия достаточной спонсорской поддержки. Ожидалось, что к 2012 году она будет восстановлена. Но это так и не произошло.
С 1998 года в качестве спонсора гонки принимало участие правительство Арагона, которое потребовало, чтобы Тур стал витриной региона. В результате плодом этого спонсорства стало то, что несмотря на присутствие в маршруте некоторых постоянных мест он открыл и другие интересные места региона, особенно Маэстрасго.
В конце 2017 года появилась информация о возобновлении гонки на следующий год в рамках UCI Europe Tour (категория 2.1). В 2018 году проведение гонки возобновилась. Она прошла с 1 по 13 мая, её маршрут состоял из трёх этапов, а бюджет составлял 400000 евро.
Рекордсменом гонки является итальянец Леонардо Пьеполи, одержавший три победы (2000, 2002 и 2003).

## Призёры

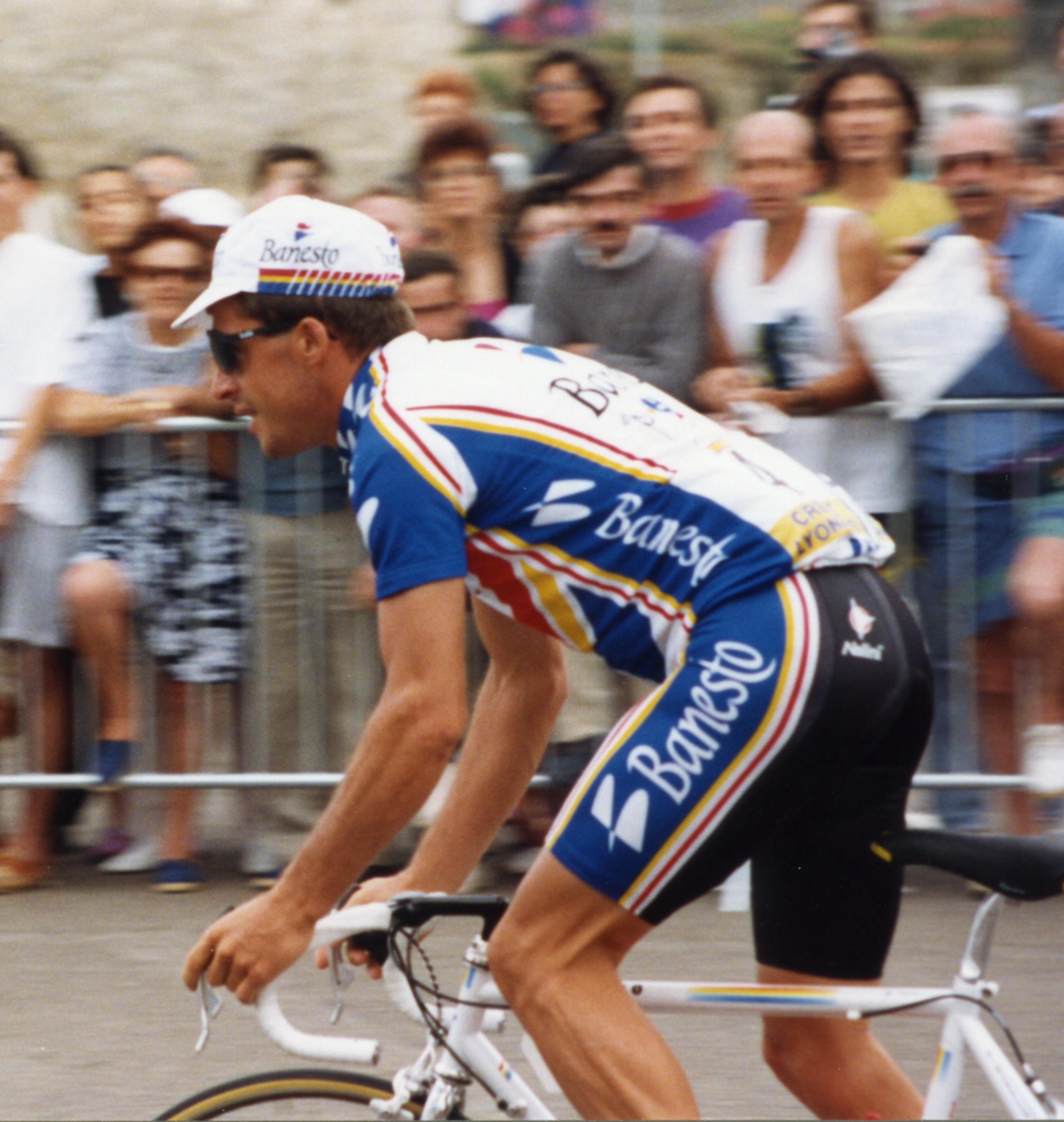
Педро Дельгадо, победитель 1983 года

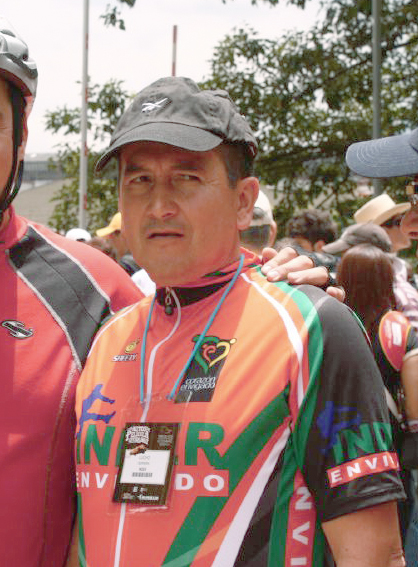
Луис Эррера, победитель 1992 года

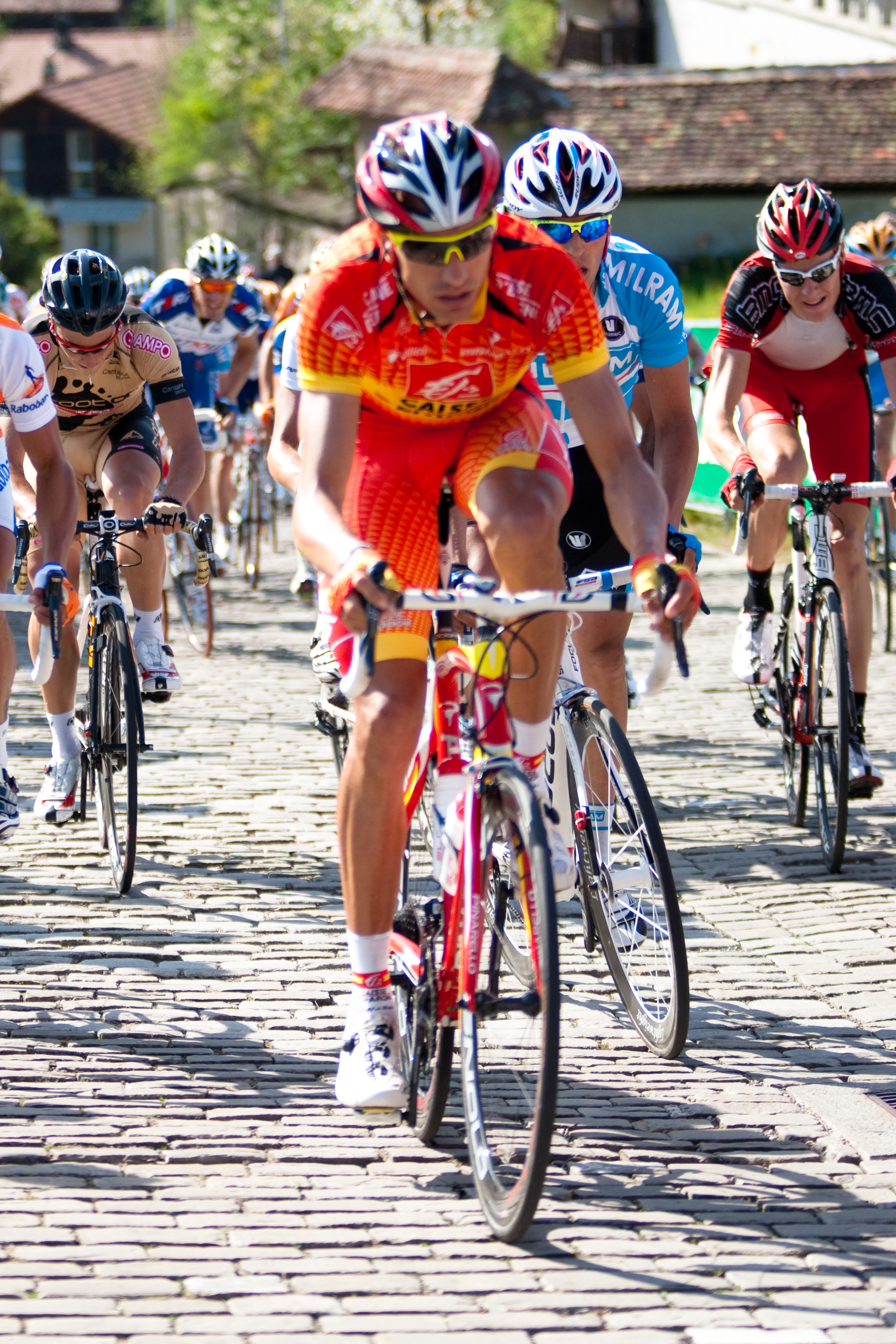
Рубен Пласа, победитель 2005 года

| Год                      | Победитель               | Второй                  | Третий                        |
| ------------------------ | ------------------------ | ----------------------- | ----------------------------- |
| 1939                     | Антони Андреу Санчо      | Фермин Труэба           | Антонио Эскуриет              |
| 1940-1953 не проводилась |                          |                         |                               |
| 1954                     | Франсиско Аломар         | Хесус Лороньо           | Мигель Поблет                 |
| 1955-1964 не проводилась |                          |                         |                               |
| 1965                     | Хосе Пуйоль              | Бернар Лабурдетт        | Ramón Pages                   |
| 1966                     | Сальвадор Канет Гарсия   | Хосе Гомес Лукас        | Висенте Лопес Каррил          |
| 1967                     | Хосе Луис Урибезубиа     | Alain Perrot            | José María Beltrán            |
| 1968                     | Хосе Мануэль Абеллан     | Enrique Sanchidrián     | Enrique Sahagún               |
| 1969                     | Хесус Мансанеке          | José Martínez Esterlich | Antoni Cerdà Tarongí          |
| 1970                     | Луис Педро Сантамарина   | Хесус Мансанеке         | Хосе Антонио Гонсалес Линарес |
| 1971                     | Рамон Саэс               | Juan Silloniz Achabal   | Антонио Гомес дель Мораль     |
| 1972 00000не проводилась |                          |                         |                               |
| 1973                     | Хесус Мансанеке          | Висенте Лопес Каррил    | Хавьер Эллориада              |
| 1974                     | Хавьер Эллориада         | Carlos Melero           | Antonio Jiménez Luján         |
| 1975                     | Агустин Тамамес          | Жозе Мартинш            | Педро Торрес                  |
| 1976                     | Хавьер Эллориада         | Хесус Мансанеке         | Роже Росьер                   |
| 1977                     | Хосе Назабал             | Félix Suárez Colomo     | Майнрад Фёгеле                |
| 1978                     | Хесус Суарес Куэва       | Андрес Олива            | Фелипе Яньес                  |
| 1979                     | Рок Мойя                 | Jesús Hiniesto          | Франциско Хавьер Седена       |
| 1980                     | Фаустино Фернандес Овиес | Isidro Juárez del Moral | Ángel López del Álamo         |
| 1981                     | Антонио Колл             | Хуан Фернандес Мартин   | Francisco Albelda             |
| 1982                     | Карлос Эрнандес Байло    | Эдди Ванхаренс          | Ян Йонкер                     |
| 1983                     | Педро Дельгадо           | Хосе Ресио              | Хулиан Гороспе                |
| 1984                     | Хосе Ресио               | Анхель Арройо           | Пело Руис Кабестан            |
| 1985                     | Хосе Ресио               | Карлос Эрнандес Байло   | Йорген Ванг Педерсен          |
| 1986                     | Стефан Жоо               | Мэтью Эрманс            | Йёрг Мюллер                   |
| 1987                     | Ансельмо Фуэрте          | Анхель Арройо           | Раймунд Дитцен                |
| 1988                     | Франсиско Хавьер Молеон  | Мэтью Эрманс            | Янус Кум                      |
| 1989                     | Иньяки Гастон            | Роберто Торрес          | Карлос Эрнандес Байло         |
| 1990                     | Нико Эмондс              | Иньяки Гастон           | Бенни Ван Брабант             |
| 1991                     | Эдгар Корредор           | Джузеппе Петито         | Андреа Кьюрато                |
| 1992                     | Луис Эррера              | Пётр Угрюмов            | Лоран Безаул                  |
| 1993                     | Альфонсо Гутьеррес       | Петер Де Клерк          | Мелькор Маури                 |
| 1994                     | Марино Алонсо            | Мелькор Маури           | Хосе Родригес Гарсия          |
| 1995                     | Фернандо Эскартин        | Айтор Гармендия         | Лауделино Кубино              |
| 1996                     | Мелькор Маури            | Айтор Гармендия         | Хуан Карлос Домингес          |
| 1997                     | Айтор Гармендия          | Микель Саррабейтия      | Абрахам Олано                 |
| 1998                     | Айтор Гармендия          | Даниэль Клаверо         | Иньиго Куэста                 |
| 1999                     | Хуан Карлос Домингес     | Хосе Мария Хименес      | Леонардо Пьеполи              |
| 2000                     | Леонардо Пьеполи         | Айтор Гармендия         | Фернандес Бинген              |
| 2001                     | Хуан Карлос Домингес     | Роберто Эрас            | Александр Шефер               |
| 2002                     | Леонардо Пьеполи         | Александр Шефер         | Айтор Оса                     |
| 2003                     | Леонардо Пьеполи         | Джильберто Симони       | Мануэль Бельтран              |
| 2004                     | Стефано Гарцелли         | Денис Меньшов           | Леонардо Пьеполи              |
| 2005                     | Рубен Пласа              | Луис Перес Родригес     | Чарльз Вегелиус               |
| 2006-2017 не проводилась |                          |                         |                               |
| 2018                     | Хавьер Морено            | Микель Бискарра         | Рейн Таарамяэ                 |
| 2019                     | Эдуард Прадес            | Евгений Шалунов         | Рейн Таарамяэ                 |

## Рекорд побед

### Индивидуально
| Побед | Гонщик               | Год              |
| ----- | -------------------- | ---------------- |
| 3     | Леонардо Пьеполи     | 2000, 2002, 2003 |
| 2     | Jesús Manzaneque     | 1969, 1973       |
| 2     | José Recio           | 1984, 1985       |
| 2     | Аитор Гармендиа      | 1997, 1998       |
| 2     | Хуан Карлос Домингес | 1999, 2001       |

### По странам
| Побед | Страна           |
| ----- | ---------------- |
| 35    | Испания          |
| 4     | Италия           |
| 2     | Колумбия         |
| 1     | Бельгия · Россия |